# Сорзуй
Сорзуй — деревня в Пашском сельском поселении Волховского района Ленинградской области.

## История

Земли деревни Сорзуй на карте 1940 года

Деревня возникла в 1948 году как посёлок кондежских лесозаготовителей. До этого на её месте находились дом шорника и конюшня.
По данным 1966 и 1973 годов деревня Сорзуй входила в состав Кондежского сельсовета Волховского района.
По данным 1990 года деревня Сорзуй являлась административным центром Часовенского сельсовета, в который входили 18 населённых пунктов общей численностью населения 517 человек. В самой деревне Сорзуй проживали 120 человек.
В 1997 году в деревне Сорзуй Часовенской волости проживали 142 человека, в 2002 году — 107 человек (русские — 99 %).
В 2007 году в деревне Сорзуй Пашского СП — 91, в 2010 году — 90 человек.

## География
Деревня расположена в северо-восточной части района на автодороге 41К-370 (Часовенское — Кондега).
Расстояние до административного центра поселения — 40 км. Расстояние до районного центра — 120 км.
Расстояние до ближайшей железнодорожной станции Паша — 53 км.
Деревня находится на правом берегу реки Кондега.

## Демография
| 2002 | 2007 | 2010 | 2012 | 2017 |
| ---- | ---- | ---- | ---- | ---- |
| 107  | ↘91  | ↘90  | ↘84  | ↗102 |

### Национальный состав
Согласно данным Всероссийской переписи населения 2021 года в деревне проживали 89 человек, из них:
 русские — 81, остальные национальность не указали.

## Улицы
Лесная, Речная, Садовая, Солнечная, Центральная.